# Netelia californica
Netelia californica är en stekelart som först beskrevs av Joseph Augustine Cushman 1924.  Netelia californica ingår i släktet Netelia och familjen brokparasitsteklar. Inga underarter finns listade i Catalogue of Life.